# Secretaria de Estado da Mulher (Distrito Federal)
A Secretaria de Estado da Mulher é um dos órgãos da administração direta do Governo do Distrito Federal, no Brasil. Tem como funções a formulação de políticas para as mulheres, bem como a proteção e promoção de seus direitos. Também lhe incumbe a promoção da inclusão social.
Em 2019, o governador Ibaneis Rocha designou Ericka Filippelli como secretária da Mulher. Ericka era nora de Tadeu Filippelli, ex-vice-governador.